# Limba aramaică
Limba aramaică este o limbă semitică, răspândită în special în Antichitate în Siria, Levant, Mesopotamia și sud-estul Anatoliei și a cărei scriere este ancestrală pentru alfabetele utilizate mai târziu de limba ebraică, limba siriacă și pentru alfabetele arabice (sirian, urdu, ș.a.). Un mic număr de texte biblice - capitole din cărțile lui Ezra (4:8 – 6:18; 7:12-26) și Daniel (2:4 – 7:28), un verset din cartea lui Ieremia (10:11) și un cuvânt din Geneză (31:47) sunt scrise în aramaică și nu în vechea ebraică, de asemenea Gemara- o mare parte din Talmud sau Tora orală -, o mare parte din cărțile Cabalei, un număr de rugăciuni și imnuri liturgice din religia iudaică, de asemenea Targum - traducerea Torei în aramaică. Aramaica veche se înrudește cu ebraica așa cum spaniola se aseamănă cu italiana. Diferențele dintre aramaică și ebraică sunt mai mari decât acelea dintre dialecte; de aceea cele două sunt privite ca două limbi distincte.

## Răspândirea aramaicii
Locul de baștină al aramaicii a fost Mesopotamia, în ebraică Aram Naharayim, adică „Aram dintre fluvii”. Triburile de aramei numite caldei au locuit fie la sud de Babilon, în jurul orașului Ur, fie in Mesopotamia Superioară între râul Chebar (Khabur) și marea cotitură a Eufratului care are zona Haran în centru. Deoarece Avram, Isac și Iacov erau originari din Aram Naharayim și poate și din cauza legăturilor lor cu orașul Haran, Moise spune că Iacov a fost "arameu" (Deuteronom 26:5). De acolo din Mesopotamia de nord aramaica s-a răspândit către sud, pe teritoriul întregii Sirii de azi. Evreii antici cunoșteau regatele siriene „Aram Tzova” cu  capitala la Alep (Halpa) și „Aram Damesek” cu capitala la Damasc, și s-au războit cu ele. Fiind limba cuceritorilor caldeeni neo-babilonieni din secolul al VI î.Hr., aramaica a fost o limbă semitică de relativ mare răspândire, devenind „lingua franca” și limba oficială mai întâi a imperiului neo-babilonian și apoi și a Imperiului Persan.În zilele noastre, formele moderne ale limbii aramaice numite neo-aramaice mai sunt vorbite în viața de zi cu zi în mici comunități arabe și "asiriene" creștine (în Siria - de pildă în satul Ma'aloulah -, în Liban, Irak, S.U.A sau Cipru), precum și a unui mic număr de comunități evreiești din Orientul Mijlociu (în rândurile evreilor kurzi emigrați în Israel). Aramaica are de asemenea o mai largă răspândire ca limbă liturgică în biserici din Orientul Apropiat - în bisericile creștine maronită și iacobită, sub forma sa antică, precum și în iudaism, alături de ebraică, în toate comunitățile evreiești din lume, mai cu seamă cele ortodoxe, ca limbă a Talmudului, a Kabalei, și a unei părți a rugăciunilor și imnurilor liturgice mozaice.

## Sistem de scriere

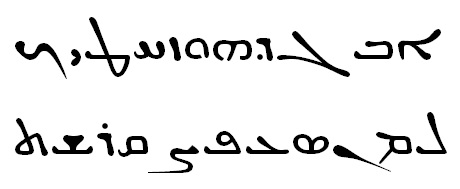
Alfabetul siriac

Primul sistem de  scriere în limba aramaică, se bazează pe alfabetul fenician. De-a lungul timpului, arameii și-au dezvoltat propriul stil „pătrat” (actualul alfabet ebraic). El este cel care este obișnuit să scrie texte arame biblice și alte scrieri evreiești. Pe de altă parte, creștinii s-au obișnuit cu diferite versiuni ale alfabetului sirian. Mandeeni folosesc o scriere specială (scrierea Manday) pentru a-și înregistra dialectul [1].
În plus, în Antichitate, au existat grupuri de aramaici cu propria lor scrisoare: Nabatai în Petra, Palmirienii din Palmira. Ei încearcă să adapteze alfabetul latin la unele limbi aramaice noi (de exemplu, Turoyo).

## Pasajele aramaice din Biblie
Câteva porțiuni ale Bibliei au fost scrise în aramaică deoarece aramaica devenise o limbă oficială și internațională în timpul imperiilor babilonian și persan. Evrei având un statut social înalt care au trăit între babilonienii vorbitori de aramaică sau caldeeană, precum prorocul Daniel, sau și între perși, precum Ezra, au folosit aramaica în vorbire și scris la fel ca și limba lor maternă, ebraica. Cartea lui Daniel reflectă clar abilitățile lingvistice ale autorului ei. Descrierea experienței pe care Daniel a avut-o în legătură cu visul lui Nabucodonosor a fost scrisă în prima parte in ebraică, însă când ajunge la momentul în care prezintă discursul înțelepților care vorbeau "aramaica" în fața împăratului (Daniel 2:4), el îi citează pe aceștia în limba lor și continuă apoi pe nesimțite, să mai scrie câteva pasaje în această limbă până revine iar la ebraică. În trecut pe baza acestor porțiuni aramaice ale cărților lui Daniel și Ezra s-a considerat că acestea au fost scrise mai recent.   Însă pe tot cuprinsul Orientului Apropiat s-au descoperit numeroase documente aramaice contemporane cu Daniel și Ezra , ceea ce a infirmat această teorie. Ca urmare a dominației si captivității babiloniene, în ultimele secole ale epocii pre-creștine evreii din Babilon si cei din Iudeea au adoptat aramaica ca limba vorbită în locul limbii ebraice.

## Limba maternă a lui Iisus Hristos
În timpul lui Iisus din Nazaret limba maternă a evreilor din Palestina era aramaica. Expresiile aramaice din Noul Testament sunt și ele martore că aceasta era limba folosită de Hristos. "Talitha cumi" (Marcu 5:41), "Efata" (Marcu 7:34) și "Eli, Eli, lama sabachthani?" (Marcu 15:34) sunt câteva dintre expresiile aramaice folosite de Hristos. În timpul lui Hristos, în sinagogi, Biblia era încă citită în limba ebraică, însă mulți oameni, în special femeile, nu o înțelegeau. Din această cauză, cei care citeau în sinagogi au introdus obiceiul să traducă scripturile în aramaică. Mai târziu au apărut traduceri scrise ale Vechiului Testament în aramaică, numite Targumim. În perioada pre-creștină, ebraica vorbită era deja ieșită din uz ca limbă vorbită, a rămas multă vreme mai mult ca limbă de cult și a fost înlocuită în viața de zi de zi cu aramaica. Aramaica s-a păstrat ca limbă vorbită până în ziua de azi, în câteva mici comunități din Orientul Mijlociu, iar sub numele de „siriacă” e folosită în cult în mai multe biserici orientale - maronită, iacobită etc. alături de arabă.
Aramaica antică din Babilon și Iudeea continuă să fie folosită ca limbă liturgică și de învățătură religioasă, alături de ebraică, în religia iudaică.

### Reprezentarea cinematografică
În filmul Patimile lui Hristos din anul 2004, toate replicile actorilor sunt rostite fie în limba aramaică, cea latină sau în ebraică. În viziunea regizorală (extrem de contestată pentru violența ei), Gibson a ales ca Iisus să converseze cu guvernatorul roman Pilat din Pont direct în limba latină. De altfel soția acestuia avea să devină una dintre primele creștine, după ce Iisus i-a apărut cu o seară înaintea execuției sale într-un vis, iar centurionul, un comandant militar al armatei romane, a apelat la ajutorul lui Hristos pentru a-și vindeca fata bolnavă. Sunt semnele că religia avea să se răspândească.

## Caracteristică tipologică
O problemă dificilă a studiului limbii arameice vechi este existența a numeroase texte, toate fiind însă destul de scurte. Textele scurte permit identificarea limbii, studiul foneticii și într-o măsură mai mică al morfologiei, dar ridică mai multe dificultăți în cunoașterea  sintaxei și a vocabularului. În schimb  o literatură vastă și bogată este reprezentată de literaturile arameice ale evreilor și creștinilor orientali:în iudeo-aramaică, care e folosită în aproximativ jumătate din cărțile lui Daniel și Ezra din Vechiul Testament, o mare parte a Talmudului) (Gemara etc) din Babilon si Palestina, de asemenea în cartea Zohar, a cărei redactare este adesea atribuită unei epoci mult mai târzii, în scrierile numite Targumim („traduceri”) și masa literaturii rabinice halahice, care continuă să crească și in zilele noastre), precum   și limba siriacă in care s-au redactat traduceri ale Vechiului și Noului Testament, un număr mare de literatură creștină, cronică istorică, poezie ale populatiei creștine din Siria, Liban și Mesopotamia).